# Abakabaka fuliginosa
Abakabaka fuliginosa is een vlinder van de familie van de spinneruilen (Erebidae), van de onderfamilie van de donsvlinders (Lymantriinae). De wetenschappelijke naam van deze soort is voor het eerst voorgesteld als Calliteara fuliginosa door Max Saalmüller in een publicatie uit 1884.
De soort komt voor in Madagaskar.